# Smurfs: The Lost Village
Smurfs: The Lost Village (Nederlands: De Smurfen en het verloren dorp) is een Amerikaanse computeranimatiefilm uit 2017 gebaseerd op de stripreeks De Smurfen van de Belg Peyo.

## Verhaal
In een dorp in een bos leeft een volk genaamd de Smurfen. In dat dorp wonen zowat alleen maar mannelijke Smurfen, die ieder een eigen taak hebben. In datzelfde bos woont ook een slechte tovenaar genaamd Gargamel. Hij wil samen met zijn huisdieren Azraël en Monty alle Smurfen gevangennemen en hun krachten stelen om zo de machtigste tovenaar ter wereld te worden. Zo creëerde Gargamel uit een stuk klei een vrouwelijke Smurf genaamd Smurfin, die hij wilde gebruiken om zo de andere Smurfen te kunnen gevangennemen. De leider van de Smurfen, Grote Smurf, is echter ook een magiër. Hij slaagde erin om Smurfin om te toveren tot een goede Smurf.
In het Smurfendorp heeft iedere Smurf een unieke eigenschap of uniek talent. Smurfin gaat in het begin van de film op zoek naar haar eigen talent. Op een dag gaat ze op stap met Brilsmurf, Klungelsmurf en Potige Smurf. Smurfin ziet een mysterieus wezen waarvan ze denkt dat het een Smurf is. Ze volgen het wezen tot de grens met het verboden bos. Ze vinden het wezen niet, maar ze vinden wel een achtergelaten Smurfenmuts. Opeens wordt Smurfin gevangengenomen door Gargamel. Door magie te gebruiken op de hoed, komt hij erachter dat er nog een ander Smurfendorp in het verboden bos ligt. Inmiddels slagen Brilsmurf, Klungelsmurf en Potige Smurf erin om Smurfin te bevrijden. Thuis krijgen ze echter huisarrest van Grote Smurf, die hen verbiedt om het verboden bos te betreden.
's Nachts glipt Smurfin echter weg om de Smurfen in het verboden bos te waarschuwen voor Gargamel. Brilsmurf, Klungelsmurf en Potige Smurf vergezellen haar. De volgende ochtend ontdekt Grote Smurf hun verdwijning en hij zet de achtervolging in. Smurfin en haar metgezellen bereiken intussen het Smurfendorp in het verboden bos. Hier blijken alleen maar vrouwelijke Smurfen te leven, onder leiding van Wilgensmurf/Smurfwilgje. De vrouwelijke Smurfen zijn verbaasd dat er nog Smurfen bestaan buiten hen. Ze waarschuwen de vrouwelijke Smurfen vervolgens voor Gargamel. Later arriveert Grote Smurf, die ook verbaasd is over hun bestaan. Ten slotte arriveert ook Gargamel bij het Smurfendorp in het verboden bos, waar hij de vier mannelijke en alle vrouwelijke Smurfen gevangenneemt behalve Smurfin.
Smurfin slaagt er vervolgens in om de Smurfen met een list te bevrijden, maar hierbij verandert ze terug in een stuk klei. Vervolgens rouwen alle Smurfen in het Smurfendorp van de mannen, waar Smurfin dankzij de magie van de Smurfen weer tot leven komt. Smurfins zoektocht is ook voorbij: zij heeft niet één specifieke eigenschap die haar speciaal maakt, ze heeft er vele.

## Stemverdeling
| Personage                              | Engelse stem       | Nederlandse stem      | Vlaamse stem       |
| -------------------------------------- | ------------------ | --------------------- | ------------------ |
| Smurfin (Smurfette)                    | Demi Lovato        | Pip Pellens           | Joyce Beullens     |
| Gargamel                               | Rainn Wilson       | Tygo Gernandt         | Govert Deploige    |
| Potige Smurf (Hefty)                   | Joe Manganiello    | Johnny de Mol         | Jan Van Looveren   |
| Klungelsmurf (Clumsy)                  | Jack McBrayer      | Kees Tol              | Michaël Pas        |
| Brilsmurf (Brainy)                     | Danny Pudi         | Diederik Jekel        | James Cooke        |
| Grote Smurf (Papa)                     | Mandy Patinkin     | Bartho Braat          | Rikkert Van Dijck  |
| Wilgensmurf/Smurfwilgje (Smurf Willow) | Julia Roberts      | Jelka van Houten      | An Vanderstighelen |
| Smurfstorm (Smurf Storm)               | Michelle Rodríguez | Ellen ten Damme       | Olga Leyers        |
| Smurfbloesem (Smurf Blossom)           | Ellie Kemper       | Sarah Nauta           | Dorien Leyers      |
| Smurflelie/Smurflili (Smurf Lily)      | Ariel Winter       | Julia Nauta           | Billie Leyers      |
| Moppersmurf (Grouchy)                  | Jake Johnson       | Kasper van Kooten     | William Boeva      |
| Bakkersmurf (Baker)                    | Gordon Ramsay      | Hugo Kennis           |                    |
| Bemoeismurf (Nosey)                    | Kelly Asbury       | Koos van Plateringen  |                    |
| Hippe Smurf (Vanity)                   | Tituss Burgess     | Roy Donders           |                    |
| Lolsmurf (Jokey)                       | Gabriel Iglesias   | Boyan van der Heijden | Peter Thyssen      |
| Boerensmurf (Farmer)                   | Jeff Dunham        | Thijs van Aken        |                    |

## Achtergrond

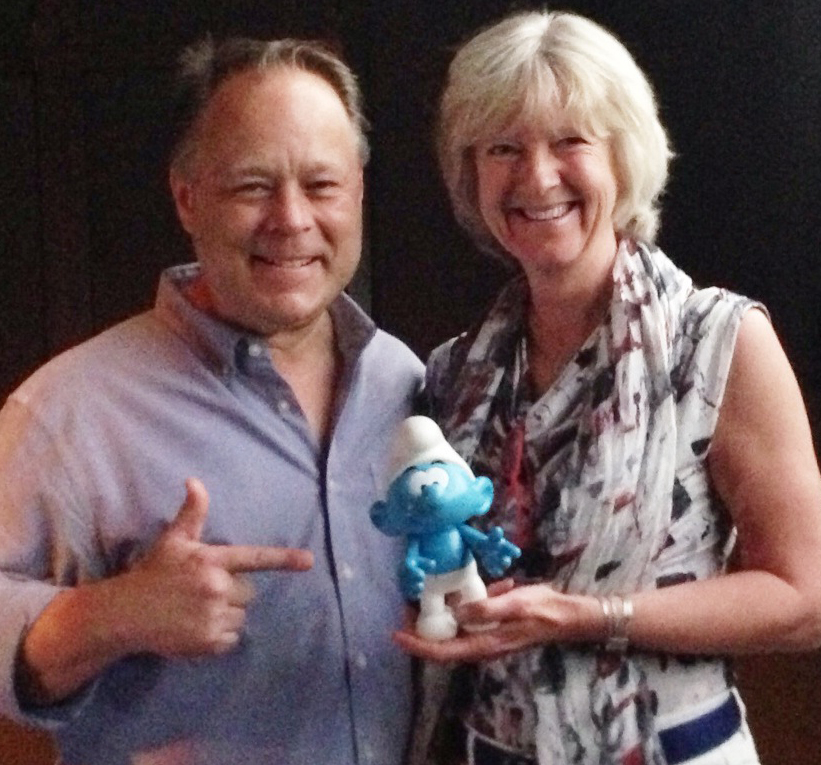
Regisseur Kelly Asbury (links) en de dochter van Peyo, Veronique Culliford, (rechts) in 2014

### Productie
Na de film De Smurfen verscheen het vervolg De Smurfen 2 in 2013. Columbia Pictures en Sony Pictures Animation werkten in mei 2012 al aan een derde film. Beide films waren een combinatie van animatie en live-action. Als premièredatum van de derde film werd oorspronkelijk 24 juli 2015 aangekondigd, maar die datum verschoof in oktober 2013 naar 14 augustus 2015.
In maart 2014 werd aangekondigd dat deze film geen vervolg zou worden, maar een reboot die volledig geanimeerd werd. Kelly Asbury werd aangesteld als regisseur. In mei 2014 verschoof de premièredatum opnieuw naar ergens in juli 2016. Een maand later werd gemeld dat de reboot qua tekenstijl dichter zou aanleunen bij de originele strips van Peyo dan de animatie in de voorgaande films. Ook kwam de Howlibird (Nederlands: Krwakakrwa) terug uit een van de oude strips. Dit werd in de film een vogel genaamd Monty.
In juni 2015 werd aangekondigd dat deze film op 31 maart 2017 zou verschijnen onder de naam Get Smurfy. In februari 2016 werd de titel gewijzigd naar de huidige titel. In september 2016 verscheen de eerste trailer.

### Muziek
In oktober 2016 werd gemeld dat Christopher Lennertz de muziek voor deze film zou verzorgen. Ook verscheen op 3 maart 2017 een single genaamd I'm a Lady van Meghan Trainor dat voor deze film geschreven was.

## Stripalbums
In maart 2017 verscheen een album op basis van de filmbeelden van deze film. Ook verscheen een spin-offreeks genaamd De Smurfen en het verloren dorp, waarvan het eerste album in maart 2017 verscheen. De reeks bevat verhalen waarin de Smurfen avonturen beleven met de nieuwe Smurfen uit deze film en het speelt zich dus erna af.

## Controversiële affiche
In maart 2017 werd, voor het ophangen, op de filmposters voor de ultraorthodox joodse stad Bnei Brak in Israël, de afbeelding van Smurfin weggewerkt, omdat charedische joden bezwaar hebben tegen het afbeelden van vrouwen.